# Richard Volkmann (Philologe)
Richard Volkmann (vollständiger Name Richard Emil Volkmann, * 15. September 1832 in Sylbitz bei Halle; † 23. April 1892 in Jauer) war ein deutscher Klassischer Philologe und Gymnasialdirektor.

## Leben und Werk
Richard Volkmann war der Sohn des Pfarrers und Superintendenten Carl Heinrich Volkmann (1800–1859). Seine Mutter starb bereits 1834, so dass Richard Volkmann von einem (taubstummen) Dienstmädchen aufgezogen wurde; seine Stiefmutter, die seinen Vater 1837 heiratete, war eine geborene Französin und sprach viele Jahre lang kein Deutsch. Durch den Einfluss seines belesenen Vaters fühlte sich Volkmann schon früh zur Wissenschaft hingezogen. Und so studierte er nach dem Besuch des Gymnasiums in Merseburg (Reifeprüfung 1849) Klassische Philologie in Halle (Saale) (vom 20. April 1849 bis zum 14. Mai 1852, bei Gottfried Bernhardy und Heinrich Keil). Bereits am 28. Juli 1852, noch vor seinem 20. Geburtstag, wurde er mit einer Dissertation über den Lehrdichter Nikandros aus Kolophon zum Dr. phil. promoviert. Am 18. Dezember 1852 absolvierte er die Lehramtsprüfung und erhielt die Lehrbefähigung in den Fächern Griechisch, Latein und Französisch für alle Klassen, für Deutsch und Geschichte in den mittleren Klassen sowie für Religion in den unteren Klassen.
Vom 1. Oktober 1852 bis Ostern 1853 arbeitete Volkmann als Hilfslehrer in der Lateinischen Hauptschule der Franckeschen Stiftungen in Halle. Anschließend wechselte er als Probekandidat an das pädagogische Seminar in Stettin. Zu Ostern 1855 wurde er zum ordentlichen Lehrer an der Friedrich-Wilhelm-Schule in Stettin ernannt. Zum 1. Oktober 1860 wechselte er als Oberlehrer und Konrektor an das Gymnasium in Pyritz. Zum 1. Oktober 1865 wurde er zum Direktor des Gymnasiums in Jauer (Niederschlesien) ernannt, wo er bis zu seinem Tod wirkte. Für seine Verdienste verlieh ihm der preußische Staat am 13. September 1882 den Roten Adlerorden 4. Klasse.
Volkmanns wissenschaftliche Arbeit ging zunächst von den griechischen Dichtern aus. Über Studien zur antiken Ästhetik und Musiktheorie gelangte er schließlich zu Gebieten, in denen er Forschungsarbeiten von bleibendem Wert verfasste: das umfangreiche philosophische Werk Plutarchs von Chaironea und die antike Rhetorik. Er verfasste in den 1870er Jahren eine umfangreiche historische und systematische Monographie zur griechischen und römischen Rhetorik, die 1874 erstmals und 1885 in zweiter Auflage erschien. Für Iwan von Müllers Handbuch der Altertumswissenschaft (Band 2, 3) erstellte er eine gekürzte Fassung (1892), die 1901 von Caspar Hammer überarbeitet wurde und noch lange in Gebrauch blieb. Erst 1974 wurde sie durch die Neubearbeitung von Josef Martin ersetzt.

## Schriften (Auswahl)
- De Nicandri Colophonii vita et scriptis. Halle 1852 (Dissertation)
- De oraculis Sibyllinis dissertatio. Leipzig 1853
- Commentationes epicae. Leipzig 1854
- Plutarchi de musica. Leipzig 1855
- Die Höhe der antiken Aesthetik oder Plotin’s Abhandlung vom Schönen. Stettin 1860
- Hermagoras oder Elemente der Rhetorik. Stettin 1865
- Leben, Schriften und Philosophie des Plutarch von Chaeronea. Erster Theil: Plutarchs Leben und Schriften. Berlin 1869. Nachdrucke Leipzig 1970, Hildesheim 1980
- Leben, Schriften und Philosophie des Plutarch von Chaeronea. Zweiter Theil: Plutarchs Philosophie. Berlin 1869
- Geschichte und Kritik der Wolfschen Prolegomena zu Homer: Ein Beitrag zur Geschichte der Homerischen Frage. Leipzig 1874
- Die Rhetorik der Griechen und Römer in systematischer Uebersicht dargestellt. Leipzig 1874. 2., vielfach verbesserte und vermehrte Auflage 1885. Nachdruck Hildesheim 1963 (Digitalisat).
- Einige Bemerkungen über die Argonautica des Apollonius von Rhodus. Jauer 1876 (Schulprogramm)
- Plotini Enneades. Praemisso Porphyrii de vita Plotini deque ordine librorum eius libello edidit R. Volkmann. Zwei Bände, Leipzig 1883–1884
- Rhetorik der Griechen und Römer. 3. Auflage, besorgt von Caspar Hammer, München 1901 (Handbuch der Altertumswissenschaft Bd. 2, 3. S. 1–61)